# Josef Paulus (Geistlicher)
Josef Paulus (* 16. Dezember 1908 in Hülzweiler; † 8. März 1985 in Trier) war ein deutscher Geistlicher und Generalvikar des Bistums Trier.

## Leben
Nach seinem Abitur studierte er Katholische Theologie und Philosophie am Bischöflichen Priesterseminar Trier und der Gregoriana in Rom, wo er 1932 promovierte. Er empfing am 27. Oktober 1935 im Hohen Dom zu Trier die Priesterweihe und war Kaplan in Trier-St. Antonius, Ottweiler und Niederlinxweiler. Danach war er drei Jahre Direktor des Bischöflichen Konvikts in Linz am Rhein. 1948 wurde er Pfarrer in Herz Jesu in Saarbrücken-Burbach. 1957 wurde er zum Domkapitular in Trier und Geistlichen Rat ernannt. Leiter der Seelsorgeabteilung im Bischöflichen Generalvikariat war er 1960.
Bischof Matthias Wehr ernannte ihn 1964 zum Generalvikar des Bistums Trier und damit zum Nachfolger von Peter Weins. 1965 erfolgte die Ernennung zum Dompropst. 1966 legte er das Amt des Generalvikars nieder. Sein Nachfolger wurde Linus Hofmann.

## Auszeichnungen
- Päpstlicher Hausprälat (1960)
- Apostolischer Protonotar (1974)
- Großes Verdienstkreuz des Verdienstordens der Bundesrepublik Deutschland (1975)
- Ehrendomherr von Trier (1975)
- Verdienstorden des Landes Rheinland-Pfalz (1983)